# Pehtran
Péhtran (tudi estragon, znanstveno ime Artemisia dracunculus) je trajnica, visoka 60 do 120 centimetrov.
V južni Evropi raste kot divja rastlina. Tja je že pred dolgo časa prispela iz Daljnega vzhoda.
Kot začimbo uporabljamo vršičke in mlado suličasto listje, ki ga lahko nabiramo večkrat letno. Najboljši okus in vonj ima tik pred cvetenjem. 
Najstarejše navedbe uporabe pehtrana so iz Kitajske in sicer iz drugega tisočletja pr. n. št. Kasneje so začeli Arabci uporabljati pehtran za začinjevanje svojih jedi. Ali so ga dobili od Kitajcev ali so ga sami odkrili, ni znano. Na Bližnjem vzhodu je znan od 12. stoletja, v Evropi ga je prvič omenil Italijan Simon Genuesis koncem 13. stoletja.
Pehtran uporabljamo za:
- pehtranovo potico
- pehtranov kis
- bele smetanove omake za teletino in perutnino
- nekatere zelenjavne prikuhe (dušene kumarice, stročji fižol)
- nekatere sveže solate
- začinjenje pese, belušev, korenčka, zelene in bučk